# 昆一铁路
昆一铁路是中国云南省从昆明北站到一平浪站的米轨铁路，正线125.1公里、站线14公里。分段拆除后，仅存昆石铁路长12.4km。

## 路线
沿途设昆明北站、麻园站、石咀站、安宁站、麒麟站、草铺站、羊老哨站等15座车站。
桥梁146孔59座，隧道10座、涵渠408个，通信线路119公里。
最小曲线半径区间为100米、站内300米，线路最大坡度为25‰。

## 历史
最初是1938-1942年修建的滇缅铁路的最东段。
为外运一平浪产的煤炭与盐，1957年云南省决定改建复建为昆一铁路。1957年12月铁道部西南铁路工程局设计分局（今中铁二院）对昆一铁路进行了现场调查；1958年2月提出调查报告，推荐使用米轨方案。1958年3月，铁道兵第一师开始勘测，鉴于成昆铁路即将开工建设，昆一铁路线路按照使用3年至5年的期限标准设计。1958年4月昆一铁路开始施工，共完成土石方105万立方米。1958年9月14日铺轨，1959年3月6日全线铺通，交昆明铁路局安宁工务段接管运营。一平浪站年平均发送量18.3万吨，到站量16.7万吨，发送旅客14万人次。 
1970年成昆铁路通车后，拆除了一平浪至草铺的米轨铁路，禄丰至一平浪间的铁路路基改成了县乡公路。剩余铁路改称昆草铁路，长39.1公里。
1980年5拆除了昆草铁路的草铺至麒麟段、安宁至石咀段，并将麒麟至安宁段7.3km无偿移交给昆明钢铁公司使用。剩余的铁路即为昆石铁路。
2017年12月17日，由于昆明地铁4号线施工的原因，昆石铁路部分路段被拆除，自此运营了长达58年的昆一铁路永久停止运营。